# Zdravko Bregovac
Zdravko Bregovac (* 4. März 1924 in Dinjevac bei Đurđevac; † 8. Februar 1998 in Rijeka) war ein jugoslawischer Architekt.

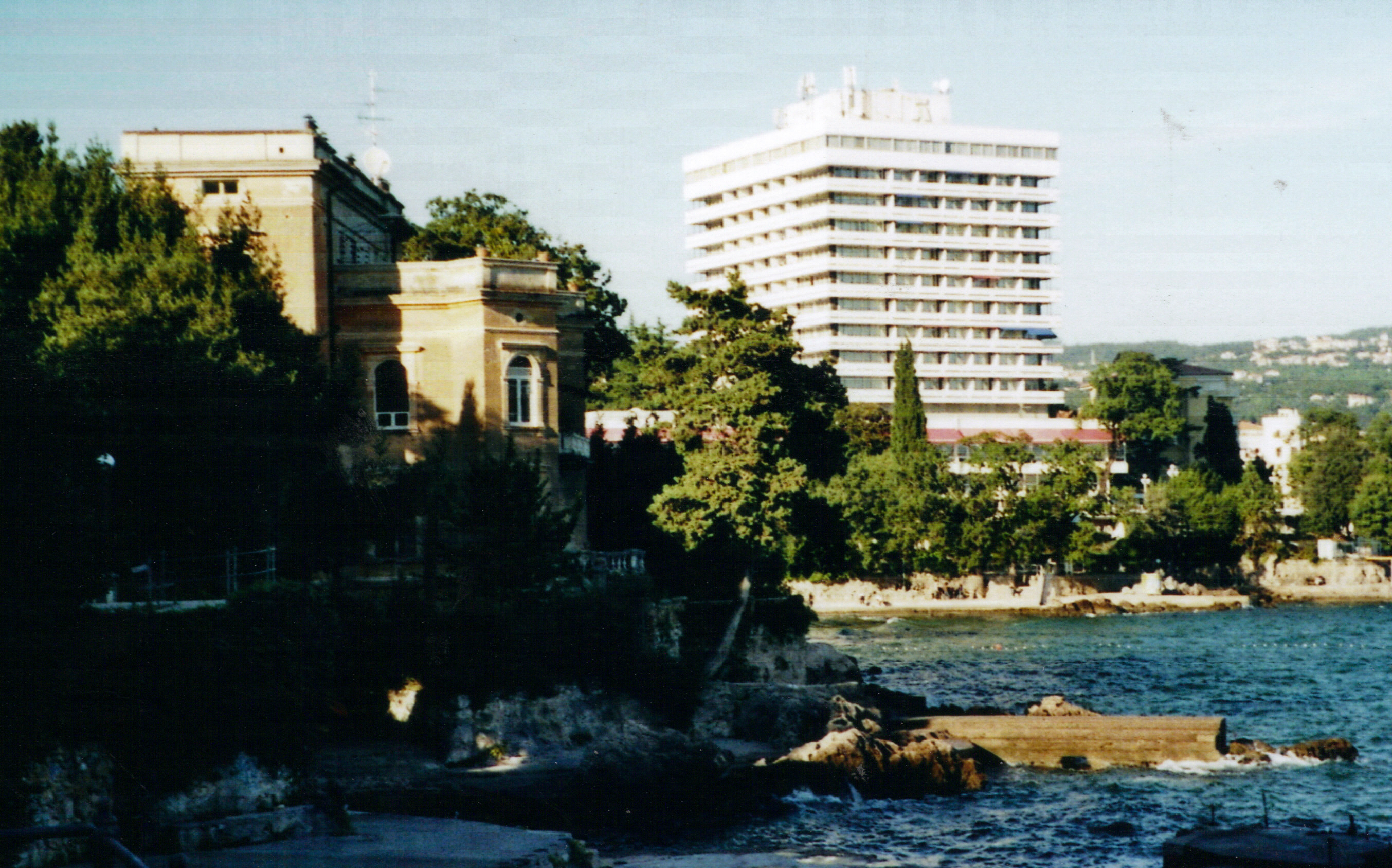
Hotel Ambasador, Opatija: Hauptwerk und Fremdkörper

Bregovac studierte in Zagreb Architektur und war einer der Mitbegründer der Künstlergruppe EXAT-51. 1951 gewann er den ersten Preis im Wettbewerb um das Belgrader Olympiastadion. In Arbeitsgemeinschaft mit Vjenceslav Richter erhielt er 1954 den ersten Preis im Wettbewerb um das Museum der Stadt Belgrad und 1956 um jenes der Stadt Aleppo in Syrien. Nach sieben Jahren (1958) zog er nach Opatija und bekam eine Stelle am Bau- und Designinstitut in Rijeka. 1961 gründete er sein eigenes Architekturbüro, Opatija-projekt, das zu einem der führenden Unternehmen im Tourismusbau Kroatiens werden wird.
Bregovac war Professor an der Universität Zagreb. Er realisierte in den 1960er-Jahren zahlreiche touristische Projekte an der jugoslawischen Adriaküste. Sein Hauptwerk war das 1964–66 errichtete Luxushotel Ambasador in Opatija, das mit seiner massiv kubischen Form und seinen zwölf Geschossen allerdings als Fremdkörper im Ambiente der von Bauten der Belle Epoque charakterisierten Kurstadt gilt. Ein zunächst geplanter zweiter Bauteil (anstelle des heutigen Hotels Miramar) wurde nicht errichtet. Das Ambasador, in dem zahlreiche Berühmtheiten aus Politik, Sport und Film abstiegen, wurde allerdings nach einem Großbrand am 16. Januar 2002 wiederhergestellt. Ein ungewisses Schicksal erwartet dagegen einen weiteren Hotelbau Bregovacs in Opatija, das seit Jahren geschlossene Hotel Paris.